# Gabriela Mărginean
Gabriela Mărginean (født 12. februar 1987) er en rumænsk basketballspiller som deltog i de olympiske lege 2020.